# لورانس هيل (كاتب)
لورانس هيل (بالإنجليزية: Lawrence Hill)‏ (و. 1957 – م) هو كاتب، وروائي، من كندا، ولد في نيوماركت، أونتاريو.

## التعليم
تعلم في جامعة لافال.

## جوائز
حصل على جوائز منها:
- جائزة كتاب الكومنولث [الإنجليزية]‏.

## وصلات خارجية
- لورانس هيل على موقع IMDb (الإنجليزية)
- لورانس هيل على موقع قاعدة بيانات الفيلم (الإنجليزية)